# Palais Neuhaus

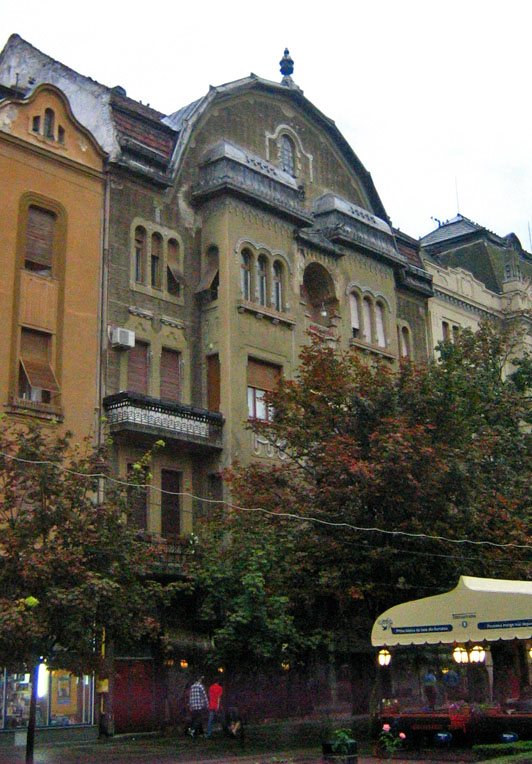
Das Palais Neuhaus

Das Palais Neuhaus (rumänisch Palatul Neuhausz), auch Schloss Neuhaus, oder Neuhaus-Palast, ist ein denkmalgeschütztes dreistöckiges Gebäude an der Piața Victoriei der westrumänischen Stadt Timișoara.

## Beschreibung
Das Palais wurde in eklektizistischem Baustil mit Elementen des Barocks und des Jugendstils (Wiener Secession) von dem Architekten László Székely 1912 erbaut. Er errichtete mehrere auf der Piața Victoriei stehende Palais, darunter das Hotel Timișoara, das Palais Dauerbach, das Palais Hilt & Vogel, und das Palais Széchényi.
Das Palais Neuhaus zeichnet sich durch die Symmetrie des Gebäudes aus und lehnt sich durch seine Fassadengestaltung an das Lloyd-Palais an. Der hervorstehende Mittelteil der Fassade endet mit einem abgerundeten Giebel, der mit einem Kupferdach versehen ist. In der Mitte des Giebels befindet sich ein ovales Fenster. Im Parterre des Gebäudes befindet sich der Geschenkeladen Cadouri.